# باشگاه فوتبال بلابی و وتستون
باشگاه فوتبال بلابی و وتستون (به انگلیسی: Blaby & Whetstone Athletic Football Club) یک باشگاه فوتبال در شهر وتستون، لسترشایر، کشور انگلستان است که در سال ۱۹۶۷ میلادی تأسیس شده‌است.